# Erycinae
Erycinae – monotypowa podrodzina węży z rodziny dusicielowatych (Boidae), zawierająca ok. 10 gatunków niewielkich, krępych i masywnych dusicieli.

## Zasięg występowania
Podrodzina obejmuje gatunki występujące w Afryce (Maroko, Algieria, Tunezja, Libia, Egipt, Sudan, Erytrea, Etiopia, Somalia, Kenia, Tanzania, Mauretania, Senegal, Gambia, Gwinea, Mali, Burkina Faso, Niger, Czad, Wybrzeże Kości Słoniowej, Ghana, Togo, Benin, Nigeria, Kamerun i Republika Środkowoafrykańska), Europie (Rumunia, Macedonia Północna, Bułgaria, Albania, Włochy, Grecja, Turcja i Rosja) i w Azji (Izrael, Jordania, Arabia Saudyjska, Oman, Kuwejt, Zjednoczone Emiraty Arabskie, Syria, Kazachstan, Kirgistan, Tadżykistan, Uzbekistan, Turkmenistan, Irak, Armenia, Gruzja, Iran, Azerbejdżan, Afganistan, Pakistan, Indie, Nepal, Sri Lanka i Chiny).

## Ekologia
Występują najczęściej na stepach i pustyniach, ryją w piasku i luźnej glebie. Polują na niewielkie kręgowce – głównie gryzonie, ptaki i jaszczurki – które jak i inni przedstawiciele Boidae duszą splotami ciała.

## Systematyka

### Etymologia
- Eryx: łac. Eryx Erycis, góra w północno-zachodniej Sycylii, ze słynną świątynią ku czci Wenus na jej szczycie; także Eryks (gr. Ερυξ), w mitologii greckiej syn Posejdona i Afrodyty pokonany i zabity w pojedynku przez Heraklesa[9].
- Clothonia: gr. κλωθω klōthō „obracać, przekręcać”, od Κλωθώ Klōthṓ (pol. Kloto), w mitologii greckiej jedna z trzech Mojr, wyznaczających czas życia i los człowieka[10]. Gatunek typowy: Boa johnii Russell, 1801.
- Gongylophis: gr. γογγυλος gongulos „zaokrąglony, okrągły”; οφις ophis, οφεως opheōs „wąż”[3]. Gatunek typowy: Boa conica Schneider, 1801.
- Cusoria: J.E. Gray nie wyjaśnił etymologii nazwy rodzajowej[4]. Gatunek typowy: Cusoria elegans J.E. Gray, 1849.

### Podział systematyczny
Do podrodziny należy jeden rodzaj z następującymi gatunkami: 
- Eryx borrii Lanza & Nistri, 2005
- Eryx colubrinus (Linnaeus, 1758) – strzelec kenijski[11]
- Eryx conicus (Schneider, 1801)
- Eryx elegans (Gray, 1849)
- Eryx jaculus (Linnaeus, 1758) – strzelec stepowy[12]
- Eryx jayakari Boulenger, 1888
- Eryx johnii (Russell, 1801)
- Eryx miliaris (Pallas, 1773) – boa piaskowy[13]
- Eryx muelleri (Boulenger, 1892)
- Eryx sistanensis Eskandarzadeh, Rastegar-Pouyani, Rastegar-Pouyani, Zargan, Hajinourmohamadi, Nazarov, Sami, Rajabizadeh, Nabizadeh & Navaian, 2020
- Eryx somalicus Scortecci, 1939
- Eryx vittatus Chernov, 1959
- Eryx whitakeri Das, 1991